# Districtul Khuan Kalong
Khuan Kalong (în thailandeză ควนกาหลง) este un district (Amphoe) din provincia Satun, Thailanda, cu o populație de 29.538 de locuitori și o suprafață de 412,9 km².

## Componență
Districtul este subdivizat în 3 subdistricte (tambon), care sunt subdivizate în 31 de sate (muban).
| Nr. | Nume         | În thailandeză | Sate | Locuitori |  |
| 1.  | Thung Nui    | ทุ่งนุ้ย           | 12   | 9,720     |  |
| 2.  | Khuan Kalong | ควนกาหลง       | 11   | 12,412    |  |
| 3.  | Udai Charoen | อุใดเจริญ        | 8    | 7,406     |  |